# Stigmella ficulnea
Stigmella ficulnea là một loài bướm đêm thuộc họ Nepticulidae. Nó được tìm thấy ở Turkmenistan.
Ấu trùng ăn Ficus carica. They probably mine the leaves of their host.